# Promod
Promod est une marque française de prêt-à-porter féminin. L'entreprise fut fondée en 1975 par Francis-Charles Pollet, 473e fortune de France en 2020 avec 170 M€. Elle a son siège social dans le nord de la France, à Marcq-en-Barœul. Elle s'appuie sur un réseau de magasins succursalistes et en partenariat en France et à l'étranger.

## Histoire
Francis-Charles Pollet est l’un des héritiers du fondateur de La Redoute, entreprise dans le même domaine d'activité. Il y effectua une première partie de sa carrière. Promod, implantée exclusivement en France et en Belgique jusqu’en 1990, décide de se développer encore plus à l’international et crée une première filiale en Espagne.
Au cours des années 1990 à 2000, Promod poursuit son internationalisation et ouvre des filiales dans les principaux pays de l’Union Européenne et en Europe Centrale. En parallèle, un 1er site de vente en ligne est créé.
En 1999, afin d’accélérer son internationalisation, le groupe décide de compléter son parc de magasins succursalistes en recherchant des « partenariats ». Ce nouvel axe de développement débouche sur la signature de contrats de distribution au Moyen-Orient (Arabie, Saoudite, Émirats arabes unis, Liban etc) ainsi qu’en Russie quelques années plus tard. En 2015, Promod devient Promod Boutique Française
Avril 2016, une baisse de la rentabilité des points de vente à l'étranger amène l'entreprise à supprimer 133 emplois,
Septembre 2018, Patrice Lepoutre quitte la direction du groupe au profit de Julien Pollet,[réf. incomplète].
En 2019, l'enseigne lance un plan de transformation. Elle réduit le nombre de ses références de 20 %, monte en qualité, tout en consultant les clients dans la conception des produits. L'entreprise test les précommandes, la vente de coupons de tissus issus de chute, et la seconde main,. Elle engage également une réduction drastique des stocks par une optimisation des commandes, ainsi que du nombre de magasins face à « une offre excessive d'enseignes dans le milieu de gamme ». En 2022, elle compte 418 magasins dont 380 en France.
En 2023, Promod ouvre un site de commerce en ligne.

## Collaboration
2016 : Hast et Elise Chalmin
2015 : Clément Dezelus